# Oechse
Die Oechse (auch Öchse) ist ein 16 km langer, orographisch linker Nebenfluss der Werra im Norden der Auersberger Kuppenrhön und politisch im Wartburgkreis, West-Thüringen. Sie entspringt am Westhang des 714 m hohen Baier und fließt zunächst weiter westlich nach Oechsen, um sich schließlich entlang der Landesstraße 2601 nach Norden zu wenden, wo sie Vacha erreicht und in die Werra mündet. Dabei fließt der Fluss an dem Berg Öchsen vorbei.

## Name
Der Bergname Öchsen (786 „montes… Uhsineberga“) wurde auf das Gewässer übertragen. Der Name leitet sich von keltisch *uks- „hoch“ ab.

## Nebenflüsse
Die wichtigsten Nebenflüsse der Oechse sind (flussabwärts nach Mündungsort geordnet, in Klammern Zuflussseite und Länge sowie Orte im Bachverlauf):
- Marbach (links, 4,3 km)
- Geblar (links, 3,4 km; Geblar)
- Schwarze Oechse (rechts, 2,5 km, Gehaus)
- Sünna (links, 8,1 km; Deicheroda, Sünna)

Den mit Abstand wichtigsten und größten Zufluss stellt die in Vacha mündende Sünna dar, die die Berge Dietrich (669 m) und Oechsen (627 m) von Westen umfließt, während die Oechse dieses von Osten tut.
Der am Westhang der 721 m hohen Sachsenburg entspringende Marbach, mehr oder weniger der linke Quellbach, verfügt als einziger weiterer Nebenbach über ein Einzugsgebiet von mehr als 10 km².